# Pedronia philippiae
Pedronia philippiae är en insektsart som beskrevs av Mamet 1954. Pedronia philippiae ingår i släktet Pedronia och familjen ullsköldlöss.
Artens utbredningsområde är Madagaskar. Inga underarter finns listade i Catalogue of Life.